# 나나고촌 (후쿠시마현)
나나고촌(七郷村)은 후쿠시마현 다무라군에 설치되었던 촌이다. 1955년 4월 1일 나나고촌의 일부가 오고에정에 편입합병되고, 나나고촌의 나머지 일부 및 아시자와촌, 미야마촌, 우쓰시촌, 세가와촌, 몬주촌이 합병하여 후네히키정이 신설되고 폐지되었다.

## 지리
- 후네하키정의 남부, 오고에정의 남서부가 나나고촌이 있던 곳이다.

## 역사
- 1889년 4월 1일 - 정촌제 시행에 의해 호리코시촌, 도야마자와촌, 나가야촌, 구누기야마촌, 가도사와촌, 마기노촌, 구리데촌이 합병해 다무라군 나나고촌이 성립하였다.
- 1955년 4월 1일 - 시정촌 합병에 의해 나나고촌은 소멸하였다.
  - 나나고촌의 일부는 오고에정에 편입되었다.
  - 나나고촌의 잔부는 아시자와촌, 미야마촌, 우쓰시촌, 세가와촌, 몬주촌과 합병하여 후네히키정이 신설되었다.

## 지리
- 1889년 3,219
- 1920년 4,106
- 1935년 5,037
- 1947년 6,087

## 참고 문헌
- 角川日本地名大辞典編纂委員会『角川日本地名大辞典 7 福島県』、角川書店、1981年 ISBN 4040010701
- 日本加除出版株式会社編集部『全国市町村名変遷総覧』、日本加除出版、2006年、ISBN 4817813180